# Rieseberg (Naturschutzgebiet)
Der Rieseberg ist ein Naturschutzgebiet in der niedersächsischen Stadt Königslutter am Elm im Landkreis Helmstedt.
Das Naturschutzgebiet mit dem Kennzeichen NSG BR 057 ist 173 Hektar groß. Es ist deckungsgleich mit dem gleichnamigen FFH-Gebiet. Das 1974 ausgewiesene, 19 Hektar große Naturwaldreservat „Rieseberg“ ist Bestandteil des Naturschutzgebietes. Das Gebiet, das nach Norden, Osten und Süden an das Landschaftsschutzgebiet „Mittlere Schunter“ grenzt, steht seit dem 16. November 1983 unter Naturschutz. Zuständige untere Naturschutzbehörde ist der Landkreis Helmstedt.
Das Naturschutzgebiet liegt im Ostbraunschweigischen Hügelland nordwestlich von Königslutter zwischen den Stadtteilen Scheppau, Rieseberg und Lauingen innerhalb des Naturparks Elm-Lappwald. Es stellt ein Waldgebiet auf der gleichnamigen Anhöhe unter Schutz, die eine Höhe von 158 m ü. NHN erreicht.

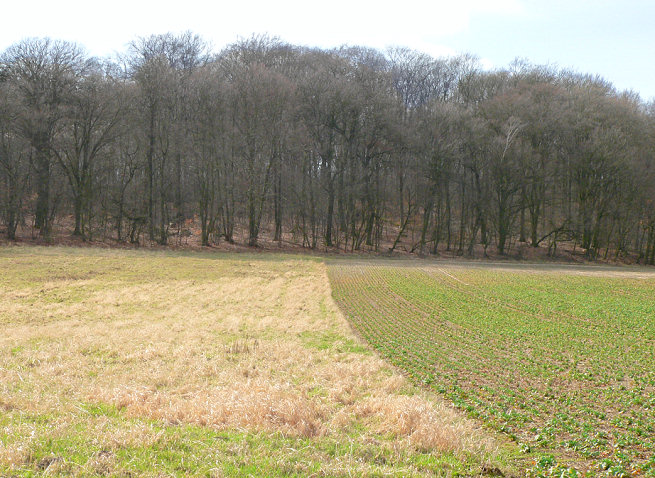
Blick hinauf zur Erhebung Rieseberg

Das Waldgebiet ist von Laubmischwald geprägt. Verbreitet ist naturnaher Eichen-Hainbuchenwald zu finden. Reiner Buchenwald kommt nur vereinzelt auf den höchsten Kuppen vor. Im Südosten des Naturschutzgebietes sind kleinflächig auch Kiefernforste zu finden. Die Wälder verfügen überwiegend über eine gut ausgeprägte Krautschicht. Stellenweise sind Halbtrockenrasen und Steinbrüche zu finden.
Das Naturschutzgebiet ist Lebensraum für zahlreiche in ihrem Bestand bedrohten Tier- und Pflanzenarten. Zahlreiche Pflanzenarten erreichen hier außerdem ihre nördliche Verbreitungsgrenze.
Durch das Naturschutzgebiet Rieseberg führt ein Walderlebnispfad des Freilicht- und Erlebnismuseums Ostfalen (FEMO).